# Французький зв'язковий
«Французький зв'язковий» (англ. The French Connection) — американський бойовик 1971 року.

## Сюжет
Двоє офіцерів з відділу по боротьбі з наркотиками Джиммі Дойл та Бадді Руссо дізнаються про те, що повинна здійснитися велика угода — французький наркоторговець прибуває до Америки, щоб збути місцевим злочинцям велику партію героїну. Поліцейські встановлюють стеження і починають переслідувати бандитів.

## У ролях
| Актор                | Роль            |
| -------------------- | --------------- |
| Джин Гекмен          | Джиммі Дойл     |
| Фернандо Рей         | Ален Шарньє     |
| Рой Шайдер           | Бадді Руссо     |
| Тоні Ло Бьянко       | Сел Бока        |
| Марсель Боззюффі     | П'єр Ніколі     |
| Фредерік де Паскуале | Деверо          |
| Білл Гікман          | Мулдері         |
| Енн Реббот           | Марі Чарнер     |
| Гарольд Гері         | Вайншток        |
| Арлін Фарбер         | Енджі Бока      |
| Едді Іган            | Симонсон        |
| Андре Ернотте        | Ла Веллі        |
| Сонні Гроссо         | Кляйн           |
| Бенні Маріно         | Лу Бока         |
| Патрік МакДермот     | Хімік           |
| Алан Вікс            | Толкач          |
| Ел Фенн              | Інформатор      |
| Ірвінг Абрахамс      | механік         |
| Ренді Юргенсен       | сержант поліції |
| Вільям Коук          | моторист        |